# Jacmel (arrondissement)
Arrondissement de Jacmel är ett arrondissement i Haiti.   Det ligger i departementet Sud-Est, i den södra delen av landet, 29 km sydväst om huvudstaden Port-au-Prince. Antalet invånare är 246 262. Arean är 795 kvadratkilometer.
Terrängen i Arrondissement de Jacmel är kuperad åt sydväst, men åt nordost är den bergig.